# Johnston Heights
Die Johnston Heights sind bis zu 3220 m hohe Hügel in der antarktischen Ross Dependency. In den Grosvenor Mountains bilden sie den südöstlichen Teil des Otway-Massivs.
Der United States Geological Survey kartierte sie anhand eigener Vermessungen und Luftaufnahmen der United States Navy aus den Jahren von 1959 bis 1963. Das Advisory Committee on Antarctic Names benannte sie 1970 nach dem Geologen David P. Johnston, Mitglied einer Mannschaft des United States Antarctic Research Program zur Untersuchung dieses Gebiets zwischen 1967 und 1968.